# Charlotte Sullivan
Charlotte Sullivan, född 21 oktober 1983 i Toronto, är en kanadensisk skådespelare.
Sullivan har bland annat medverkat i TV-serierna Law & Order: Organized Crime. Hon har även medverkat i filmerna Population 436 och The Colony.

## Filmografi (i urval)
- 2006 – Population 436
- 2013 – The Colony
- 2021 – Law & Order: Organized Crime (TV-serie)